# 2726 Kotelnikov
A 2726 Kotelnikov (ideiglenes jelöléssel 1979 SE9) a Naprendszer kisbolygóövében található aszteroida. Nyikolaj Sztyepanovics Csernih fedezte fel 1979. szeptember 22-én.